# Idiotija
Idiotija (prema grč. ἰδıώτες: neznalica) je zastario naziv za tešku intelektualnu zaostalost s kvocijentom inteligencije IQ ispod 30.
Najčešće je posljedica različitih oštećenja mozga izazvanih porođajnom traumom te degenerativnim ili bolesnim procesima.
Osobe te razine intelektualnoga razvoja ne nauče govoriti, ne stječu higijenske navike, ne mogu se same za sebe brinuti ni štititi se od opasnosti, pa su potpuno ovisne o tuđoj skrbi.
Intelektualna subnormalnost je suvremeni naziv za sve oblike ispodprosječnoga intelektualnog funkcioniranja. Intelektualno subnormalne osobe najčešće se klasificiraju na četiri kategorije: blaga intelektualna subnormalnost (kvocijent inteligencije 50 do 69), umjerena (IQ 35 do 49), teška (IQ 20 do 34) i vrlo teška (IQ ispod 20). Odstupanja za jednu standardnu devijaciju (oko 15) od prosječnoga kvocijenta inteligencije, koji iznosi 100 jedinica, drže se normalnima (IQ 100 do 86). Odstupanja u rasponu od jedne do dviju standardnih devijacija (tj. od 70 do 85) klasificiraju se kao granična razina inteligencije. Intelektualna subnormalnost utvrđuje se s pomoću standardiziranih testova za određivanje kvocijenta inteligencije, te opažanjem i procjenom socijalno prilagođenoga ponašanja. Sve intelektualno subnormalne osobe imaju ograničenja i poteškoće u stjecanju vještina komunikacije, brige za sebe, u organizaciji i održavanju samostalnoga života, stjecanju socijalnih vještina, brige za vlastito zdravlje i sigurnost u izobrazbi, zapošljavanju i provođenju slobodnoga vremena. Uzroci intelektualne subnormalnosti mogu biti biološki (poput kromosomskih abnormalnosti koje uzrokuju Downov sindrom ili mongolizam), genetski (poremećaji poput fenilketonurije) ili pak oštećenja mozga izazvana traumama i bolestima.